# Arlene Stringer-Cuevas
Arlene Stringer-Cuevas (25 de septiembre de 1933 – 3 de abril de 2020) fue una política estadounidense, miembro del Partido Demócrata en la ciudad de Nueva York.

## Biografía
Arlene Gluss nació en el Bronx en la ciudad de Nueva York, Nueva York, y era maestra de escuela. Vivía en el barrio de Washington Heights de Manhattan. 
Como Arlene Stringer, se desempeñó como líder de distrito del Partido Demócrata de su vecindario de 1969 a 1976. Fue elegida para el Consejo de la Ciudad de Nueva York en 1976 después de ganar una primaria de cuatro personas para la nominación demócrata. Fue derrotada en la primaria demócrata en 1977.
Stringer-Cuevas luego trabajó para la Administración de Recursos Humanos de la Ciudad de Nueva York desde 1978 hasta su jubilación en 1994. 
Stringer murió en el Centro Médico del Bronx el 3 de abril de 2020 a causa del COVID-19 durante la pandemia de enfermedad por coronavirus, a los 86 años.

## Vida personal
Era parte de una familia políticamente activa. Su primer esposo, Ronald Stringer, fue asistente del alcalde de la ciudad de Nueva York, Abraham Beame. Su segundo esposo, Carlos Cuevas, era el secretario de la ciudad de Nueva York y vicepresidente del condado del Bronx. Su hijo Scott Stringer fue elegido presidente del condado de Manhattan y contralor de la ciudad de Nueva York . Era prima de la pionera en la lucha por los derechos de las mujeres, Bella Abzug.